# Litoria bicolor
Litoria bicolor är en groddjursart som först beskrevs av Gray 1842.  Litoria bicolor ingår i släktet Litoria och familjen lövgrodor. IUCN kategoriserar arten globalt som livskraftig. Inga underarter finns listade i Catalogue of Life.